# Weeder Rock
Weeder Rock är en kulle i Antarktis. Den ligger i Östantarktis. Nya Zeeland gör anspråk på området. Toppen på Weeder Rock är 230 meter över havet, eller 32 meter över den omgivande terrängen. Bredden vid basen är 1,1 km.
Terrängen runt Weeder Rock är kuperad österut, men åt sydväst är den platt. Havet är nära Weeder Rock åt nordväst. Trakten är obefolkad. Det finns inga samhällen i närheten.